# Versöhnungsfonds
Der Österreichische Fonds für Versöhnung, Frieden und Zusammenarbeit (kurz auch Versöhnungsfonds) war ein Fonds, der freiwillige Zahlungen an ehemalige Zwangsarbeiter des nationalsozialistischen Regimes auf dem Gebiet der heutigen Republik Österreich erbrachte. Er wurde im Jahr 2000 durch Gesetz errichtet und bestand bis 2005. Der Kreis der Leistungsberechtigten wurde analog dem deutschen Gesetz zur Errichtung der Stiftung „Erinnerung, Verantwortung und Zukunft“  differenziert. Die Geldbeträge waren ähnlich gestaffelt.
Am 27. November 2000 trat das Versöhnungsfonds-Gesetz in Kraft. Mithilfe des Internationalen Suchdienstes des Roten Kreuzes in Bad Arolsen, der Landesarchive der österreichischen Bundesländer, der Versicherungsanstalten, der Gedenkstätte Mauthausen im Innenministerium und mittels eines mehrsprachigen Fragebogens wurden die Namen der damaligen Opfer recherchiert.
Bis 31. Dezember 2005 haben rund 132.000 Menschen weltweit Leistung aus diesem Fonds erhalten. Es wurde eine Gesamtsumme von 439.254.087 Euro in den Fonds gespeist. Ausgezahlt wurden 352,6 Millionen Euro. Mit 31. Dezember 2005 wurde der Versöhnungsfonds geschlossen. Zahlungen an Opfer der NS-Zwangsarbeit sind somit nicht mehr möglich.
Die Auszahlung der Leistung hatte zur Voraussetzung, dass der Leistungsempfänger eine Erklärung abgibt, mit Erhalt einer Leistung auf die Geltendmachung von Forderungen für Sklaven- und Zwangsarbeit gegen die Republik Österreich oder österreichische Unternehmen unwiderruflich zu verzichten (§ 5 Versöhnungsfonds-Gesetz).
Aus Restmitteln des Versöhnungsfonds wurde u. a. der Zukunftsfonds der Republik Österreich dotiert, der wissenschaftliche und pädagogische Projekte zur Aufarbeitung des NS-Regimes und zur Förderung von Toleranz und Achtung der Menschenrechte finanziert.

## Publikation
- Hubert Feichtlbauer: Zwangsarbeit in Österreich: 1938-1945. Fonds für Versöhnung, Frieden und Zusammenarbeit: späte Anerkennung, Geschichte, Schicksale. Braintrust, Verlag für Weiterbildung, Wien 2005, ISBN 3-901116-21-4.
- Dieter Bacher, Stefan Karner (Hrsg.): Zwangsarbeiter in Österreich 1939–1945 und ihr Nachkriegsschicksal. Studienverlag, Innsbruck 2012, ISBN 978-3-7065-5217-2.
- Stefan Karner, Walter M. Iber: Schweres Erbe und „Wiedergutmachung“. Restitution und Entschädigung in Österreich. Die Bilanz der Regierung Schüssel. Studien-Verlag, Innsbruck/Wien/Bozen 2015.
- Hermann Rafetseder: NS-Zwangsarbeits-Schicksale. Erkenntnisse zu Erscheinungsformen der Oppression und zum NS-Lagersystem aus der Arbeit des Österreichischen Versöhnungsfonds. Eine Dokumentation im Auftrag des Zukunftsfonds der Republik Österreich. Wiener Verlag für Sozialforschung in EHV Academicpress GmbH, Bremen 2014, ISBN 978-3-94469-028-5 (ooegeschichte.at [PDF]).